# Tension (canção)
"Tension" é uma canção da cantora australiana Kylie Minogue, lançada em 31 de agosto de 2023 pela BMG Rights Management e pela empresa de Minogue, Darenote,  como o segundo single de seu décimo sexto álbum de estúdio Tension (2023). Foi composta pela própria juntamente a Anya Jones, Camille Purcell, Jon Green, ao lado de seus produtores Duck Blackwell e Richard Stannard. Liricamente, a artista se dedica a narrar um romance ardente em que o seu parceiro precisa “quebrar a tensão”, permitindo-se tocá-la.

## Antecedentes
Em 30 de agosto de 2023, após o lançamento e sucesso comercial de “Padam Padam”, o primeiro single de Tension, Minogue anunciou a faixa-título como o segundo single para lançamento em 31 de agosto de 2023.

## Recepção

### Crítica
Escrevendo para a NME, Liberty Dunworth descreveu a música como uma “faixa inspirada na dança”, enquanto afirmava que a música mostra “Minogue canalizando inspiração tanto da house music dos anos 90 quanto dos clássicos dos clubes dos anos 2000”. James Rettig do Stereogum definiu “Tension” como uma “música dançante e suave” que, diferentemente do single anterior “Padam Padam”, “não tem nenhum gancho indutor de meme”. Alexa Camp da Slant Magazine disse que "Tension" lembrava o material de X de 2007, chamando-a de “a faixa mais inovadora do novo álbum”.

### Comercial
"Tension" estreou no número 46 no ARIA Singles Chart. Na Irlanda, a canção estreou na posição 36 no Irish Singles Chart. Na Nova Zelândia, a canção estreou na posição 10 na parada Hot Singles.
No Reino Unido, a canção alcançou o primeiro lugar nas paradas de vendas de singles, paradas de downloads de singles e paradas físicas de singles. Na parada principal de singles (que inclui números de vendas e streaming), a canção estreou na 19ª posição, tornando-se o 53º single de Minogue no top quarenta do país.

## Vídeo de música
O videoclipe que acompanha a música foi lançado em 1º de setembro de 2023 e foi dirigido por Sophie Muller. Apresenta Minogue em um cenário futurista em uma sala de controle, dirigindo um holograma gigante de si mesma que dança e sincroniza com a pista, começando com ela entrando no complexo a partir de um posto avançado iluminado por neon e saindo do mesmo jeito no final do vídeo.

## Faixas e formatos
Download digital / streaming
1. "Tension" – 3:36
2. "Padam Padam" – 2:46

CD / cassete single
1. "Tension" – 3:36
2. "Tension" (extended mix) – 4:40

## Desempenho nas tabelas musicais
| Tabela musical (2023) | Melhor posição |
| --------------------- | -------------- |
| Austrália (ARIA)      | 46             |
| Irlanda (IRMA)        | 34             |
| Nova Zelândia (RMNZ)  | 10             |
| Reino Unido (Singles) | 19             |
| Reino Unido (Indie)   | 5              |

## Histórico de lançamento
| Região | Data                   | Formato                    | Versão   | Gravadora    | Ref.          |
| ------ | ---------------------- | -------------------------- | -------- | ------------ | ------------- |
| Várias | 31 de agosto de 2023   | Download digital streaming | Original | Darenote BMG | [ 19 ] [ 20 ] |
| Várias | 7 de setembro de 2023  | CD single                  | Original | Darenote BMG | [ 21 ]        |
| Várias | 12 de setembro de 2023 | Cassete                    | Original | Darenote BMG | [ 22 ]        |